# Uptown
Uptown (кор. 업타운, також стилізується як UPT) був новаторським південнокорейським хіп-хоп гуртом, який було створено в 1997 році. Чотири оригінальні учасники гурту були Кріс Юнг, Карлос Галван, Стів Кім і Таша Рейд.
Гурт зазнав кількох змін у складі протягом 90-х і розпався у 2000 році після звинувачень у вживанні наркотиків проти Юнга, Галвана та Кіма. Коли Рейд покинула Uptown, щоб почати сольну кар'єру, гурт повернувся на сцену без неї в 2006 році з альбомом Testimony. Репер-підліток Джессіка Хо приєдналася до гурту для запису альбому. Юнг був єдиним оригінальним учасником запису альбому гурту 2009 року, New Era, до якого входили нові учасники Maniac, Snacky Chan і Swings. Гурт Uptown неактивний з моменту випуску альбому Surprise!.

## Учасники

### Оригінальні учасники
- Кріс Юнг
- Карлос Рікардо Галван
- Стів Кім
- Таша Рейд[en]

### Інші учасники
- Джессіка Хо
- Maniac
- Snacky Chan
- Swings

## Дискографія
- 1997: Represent
- 1997: Represented...Now Believe
- 1998: Mutual Best
- 1998: Chapter 3 in History
- 1998: Absolute Power
- 1998: Verbal Medication
- 2000: History
- 2006: Testimony
- 2009: New Era
- 2010: Surprise!

## Нагороди і номінації
| Рік  | Нагорода                | Категорія                | Робота            | Результат | Прим. |
| ---- | ----------------------- | ------------------------ | ----------------- | --------- | ----- |
| 2006 | Mnet Asian Music Awards | Best Hip-Hop Performance | «Go To Hong Kong» | Номінація | [ 8 ] |